# アーサー・ジェフリー・デンプスター
アーサー・ジェフリー・デンプスター（英語: Arthur Jeffrey Dempster, 1886年8月14日 – 1950年3月11日）は、質量分析法に関する業績と1935年にウランの同位体である235Uを発見したことで知られるカナダ系アメリカ人物理学者。

## 若齢期と教育

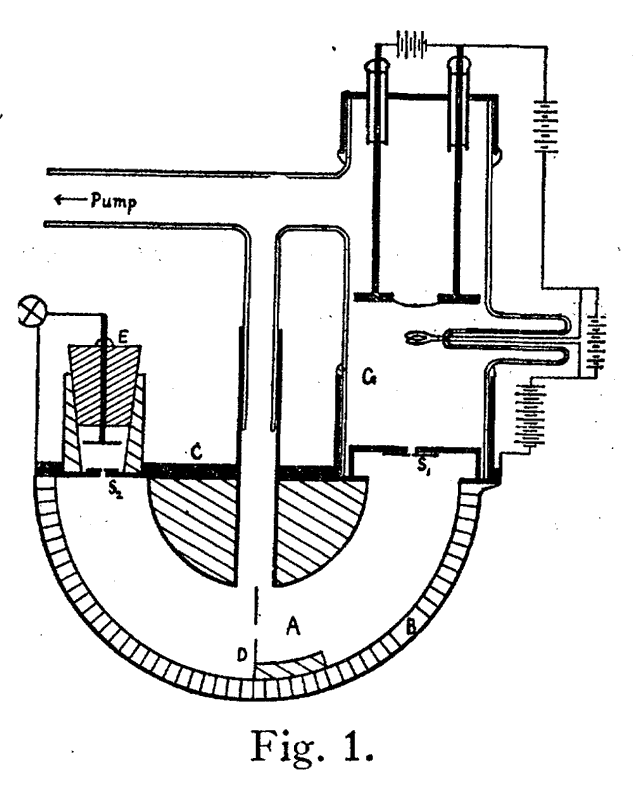
デンプスターの180度磁場セクター型質量分析計

デンプスターはカナダのトロントで生まれた。トロント大学で1909年に学士、1910年に修士の学位をそれぞれ得た。ドイツへ留学した後、第一次世界大戦初期にアメリカ合衆国へ行き、シカゴ大学で物理学の博士号を得た。

## 学術的経歴
デンプスターは1916年から1950年に亡くなるまでシカゴ大学の物理学施設に所属した。1929年に科学雑誌『サイエンス』からニューカム・クリーブランド賞を受賞。
第二次世界大戦中、核兵器を世界で初めて開発したマンハッタン計画で働いた。
1943年から1946年まで、マンハッタン計画と一体的に連携し、原子爆弾の製造に必要な材料を研究するために設立されたシカゴ大学冶金研究所の主任物理学者であった。
1946年、アルゴンヌ国立研究所の部門長の地位に就いた。
1950年3月11日、フロリダ州スチュアートで63歳のときに死去した。

## 研究
1918年、デンプスターは試料中の元素の質量によって化合物を識別し、試料中の元素の同位体組成を決定することを可能にする科学機器である最初の現代的な質量分析計を開発した。デンプスターの質量分析計は以前のものの100倍以上の精度があり、今日でも使用される質量分析計の理論と設計の基礎を築いた。デンプスターの研究経歴は質量分析計とその応用に重点を置いており、1935年にウランの同位体である235Uへとつながった。この同位体の急速に核分裂連鎖反応を増大させる性質により核兵器と原子力の開発が可能となった。